# 24665 Tolerantia
24665 Tolerantia è un asteroide della fascia principale. Scoperto nel 1988, presenta un'orbita caratterizzata da un semiasse maggiore pari a 2,3139650 UA e da un'eccentricità di 0,1462227, inclinata di 3,99272° rispetto all'eclittica.